# Cocktail Lounge
Albums de Nicole Martin
Joyeux Noël
Cocktail Lounge est le 20e album studio de Nicole Martin. L'album est sorti en 2012 en coproduction chez Disques Diva et Disques Musicor. Il est distribué par Distribution Select. Au Gala de l’ADISQ de l’année 2013, il a été en nomination pour un Prix Félix dans la catégorie du « meilleur album jazz interprétation ».

## Liste des titres
| No  | Titre                                         | Paroles                             | Musique                                 | Durée |
| --- | --------------------------------------------- | ----------------------------------- | --------------------------------------- | ----- |
| 1.  | Besame Mucho                                  | Serge Lebrail et Pascal Sevran      | Consuelo Velázquez                      | 4 :28 |
| 2.  | Les yeux ouverts (Dream a Little Dream of Me) | Brice Homs                          | Fabian Andre et Wilbur Schwandt         | 3 :17 |
| 3.  | Samba Saravah                                 | Vinícius de Moraes et Pierre Barouh | Baden Powell de Aquino                  | 4 :03 |
| 4.  | What a Difference a Day Made                  | Stanley Adams                       | María Méndez Grever                     | 3 :52 |
| 5.  | Faits pour s’aimer (Desafinado)               | Eddy Marnay                         | Antônio Carlos Jobim et Newton Mendonça | 5 :08 |
| 6.  | En d’autres mots (Fly Me to the Moon)         | Bart Howard                         | Bart Howard                             | 4 :42 |
| 7.  | Dingue de vous (I Get a Kick Out of You)      | Eddy Marnay                         | Cole Porter                             | 3 :12 |
| 8.  | Hier encore                                   | Charles Aznavour                    | Georges Garvarentz                      | 2 :49 |
| 9.  | La fille d’Ipanema (The Girl from Ipanema)    | Vinícius de Moraes et Eddy Marnay   | Antônio Carlos Jobim                    | 3 :53 |
| 10. | Venez donc chez moi                           | Paul Misraki et Jean Féline         | Paul Misraki et Jean Féline             | 3 :33 |
| 11. | Tes yeux (nouvelle version lounge)            | Gilles Brown                        | Jimmy Bond                              | 4 :57 |
| 12. | La Vie en rose                                | Édith Piaf                          | Marguerite Monnot et Louiguy            | 3 :39 |

## Singles extraits de l'album
- Besame Mucho
- Faits pour s’aimer (Desafinado)
- Hier encore
- La fille d’Ipanema (The Girl from Ipanema)
- Tes yeux (nouvelle version lounge)
- La Vie en rose[4]